# Gare centrale d'Helsingborg
La gare centrale d'Helsingborg (aussi appelée Knutpunkten ou plus simplement Helsingborg C) est la principale gare d'Helsingborg, dans le Sud de la Suède.